# 新界區專線小巴31線
新界專線小巴31線是由合群專線小巴有限公司營運的一條香港小巴線，行走元朗（康景街）及唐人新村（沙井路）之間，是元朗區首2條專線小巴路線之一（另一條為32）。
本線另設立只於平日早上繁忙時間行駛的區間車31A，循環來往唐人新村及元朗廣場。

## 歷史
- 1979年6月8日：運輸署公開招標16組共33條專綫小巴新路線，此路線與32編為同一組承投，[1]但未有成功開辦。
- 1982年9月10日：運輸署公開招標11組共25條專綫小巴新路線，此路線與32再度編為同一組招標。[2]
- 1983年4月1日：31線投入服務，當時收費$1。[3]
- 2003年12月7日：為配合西鐵線通車，此線往元朗方向繞經元朗站。
- 2009年3月23日：31A線投入服務。
- 2013年10月16日：31線尾班車由22:30延遲至23:00。[4]
- 2014年3月14日：31線06:00-10:00之班次加密至7分鐘一班。[5]
- 2016年3月19日：本系列路線加入「長者2元乘車優惠」計劃。[6]
- 2017年4月1日：31線加密班次。
- 2017年7月3日：31線於星期一至五18:00-20:00增設特別班次，循環線來往元朗站及唐人新村。[7]

## 服務時間及班次
31
| 由元朗（康景街）開出                                                                                | 由元朗（康景街）開出 |
| 服務時間                                                                                            | 班次（分鐘）         |
| 星期一至六                                                                                          | 星期一至六           |
| --------------------------------------------------------------------------------------------------- | -------------------- |
| 06:00-07:00                                                                                         | 10                   |
| 07:00-13:50                                                                                         | 6-8                  |
| 13:50-22:10                                                                                         | 8／10                |
| 22:20 &、22:30 &、22:40 &、22:50 &、23:00 &                                                         |                      |
| 星期日及公眾假期                                                                                    |                      |
| 06:00-16:00                                                                                         | 7-10                 |
| 16:00-22:10                                                                                         | 8-10                 |
| 22:20 &、22:30 &、22:40 &、22:50 &、23:00 &                                                         |                      |
| & 每晚22:20起由康景街開出之班次，於唐人新村回程往元朗市中心時，改以元朗（東）為終點站，不返回康景街 |                      |

每日06:00設特別班次由唐人新村開往元朗（康景街）。
31A
- 星期一至五唐人新村開：07:00-08:30，16分鐘一班

星期六及紅假期全日不提供服務

## 行車路線
31
- 途經：康景街、元朗康樂路、青山公路－元朗段、唐人新村路、沙井路、唐人新村路、青山公路－元朗段、朗日路、朗樂路、青山公路－元朗段、大棠路、裕景坊、康景街、元朗康樂路及康景街

每日上午十時前抵達沙井村的班次，於唐人新村路與沙井路以逆時針方向運行；若小巴於上午十時始到達該處，則改以順時針走向運作。
31A
- 途經：唐人新村路、沙井路、唐人新村路、青山公路 – 元朗段、擊壤路、元朗安寧路、媽廟路、青山公路 – 元朗段及唐人新村路

綠色字為鄉郊路段，不影響行車安全時沿途皆可上落客。

## 收費
- 全程收費：$5.6
  - 唐人新村往來朗庭園：$4.6
  - 朗庭園往元朗（康景街）：$4.4

| - 本線大小同價。 - 乘客可以現金或八達通於上車時付款，不設找續。 - 65歲或以上長者使用長者或個人八達通（包括「樂悠咭」），合資格殘疾人士使用「殘疾人士身份」個人八達通卡繳付車資，以及60至64歲香港居民使用「樂悠咭」，均可享有每程劃一$2.0的政府長者及合資格殘疾人士公共交通票價優惠計劃。 - 乘客若繳付分段收費，請通知車長調校八達通機。 - 於朗邊或以前登車往唐人新村之乘客，如需繼續前往屏山或之後的車站，需重新繳費。 |

## 外部連結
- 合群專綫小巴公司官方網頁 ： 31、31A （页面存档备份，存于）
- 運輸署：新界區專線小巴第31號線之路線資料及獲准上落客地點
- 小巴薈：新界區專線小巴31號線 （页面存档备份，存于）
- i-busnet.com：新界區專線小巴路線 路線31 （页面存档备份，存于）